# 쾌걸 일지매
"쾌걸 일지매"는 한국에서 제작된 김시현 감독의 1976년 영화이다. 황인식 등이 주연으로 출연하였고 정진우 등이 제작에 참여하였다.

## 출연

### 주연
- 황인식
- 모사성